# Billie Holiday

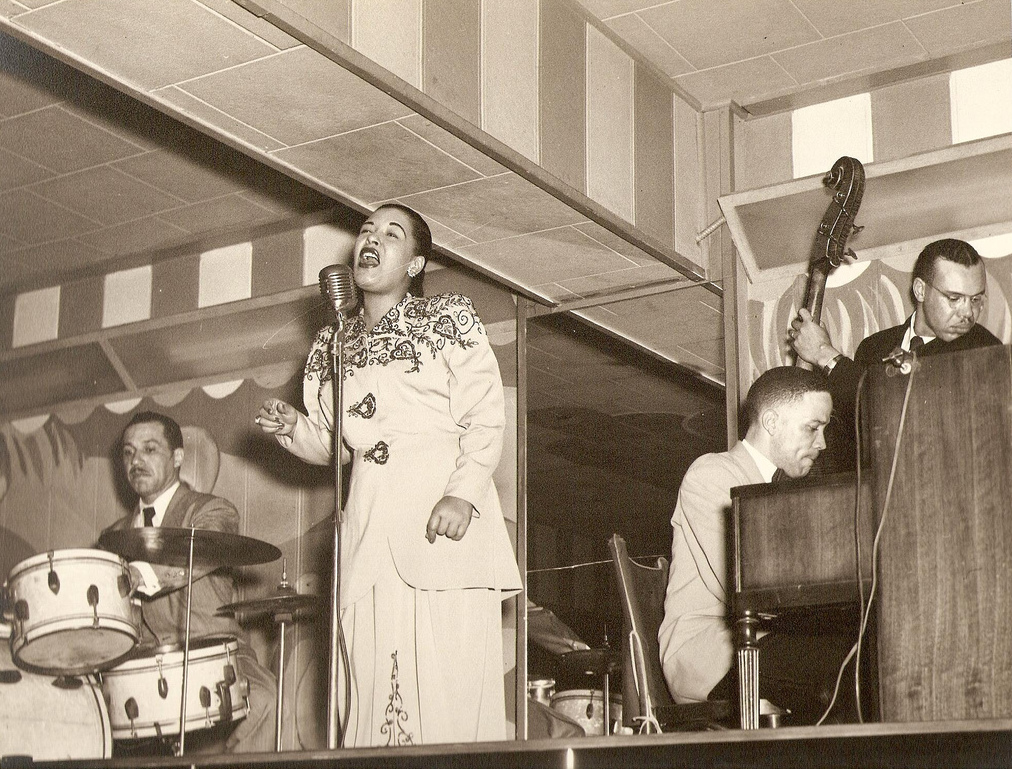
Billie Holiday på Club Bali, Washington. Al Dunn (trummor), Bobby Tucker (piano), Benny Fonsville (bas).

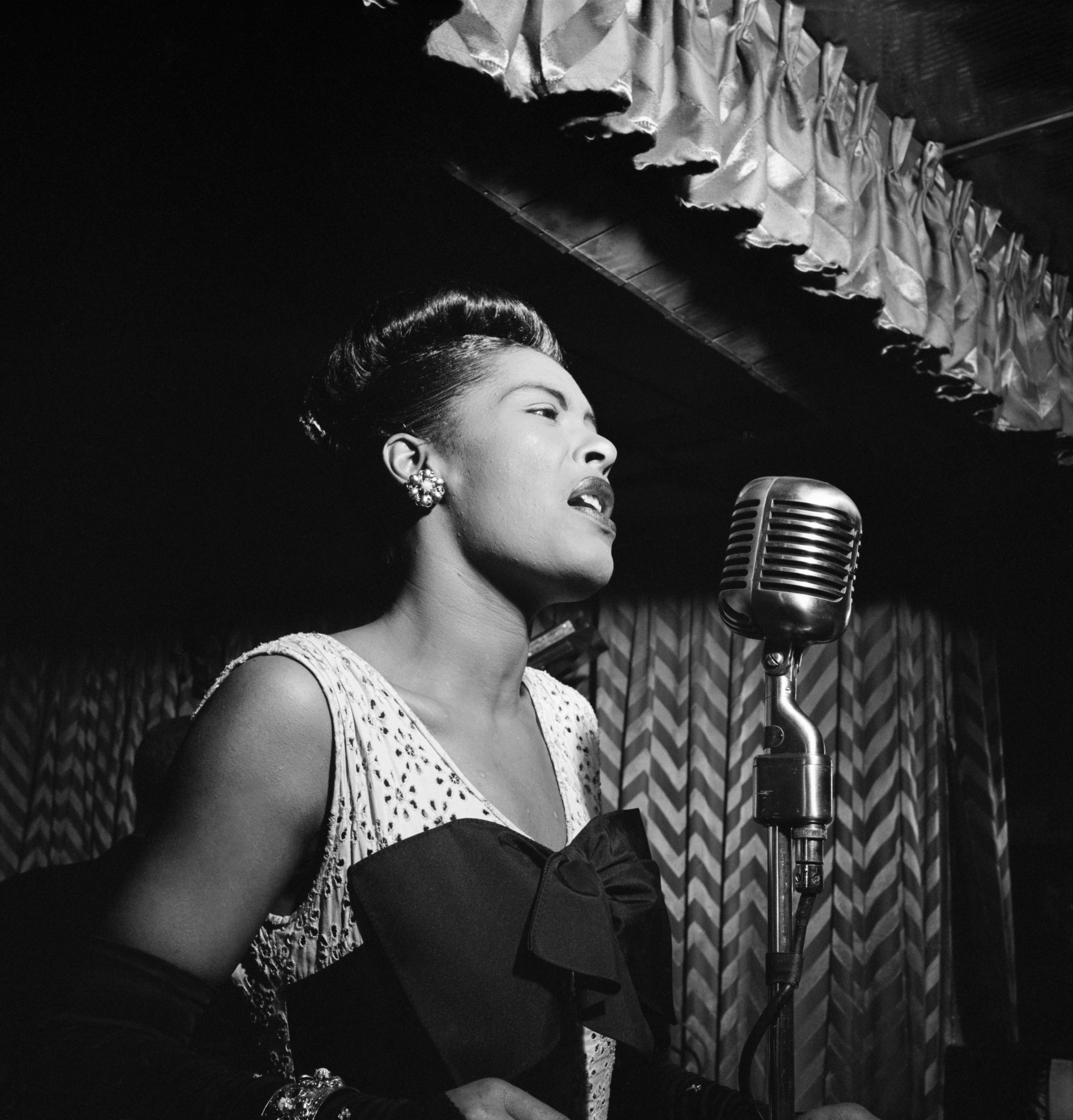
Billie Holiday 1947.

Billie Holiday (uttal: ['hɑ:lidei]), född Eleanora Fagan, född 7 april 1915 i Philadelphia i Pennsylvania, död 17 juli 1959 i New York i staten New York, var en amerikansk jazzsångerska och låtskrivare. Hon anses ha haft en unik diktion och dramatisk intensitet, och hon räknas som en av de största jazzsångerskorna. Hon blev känd som "Lady Day".

## Biografi

### Uppväxt

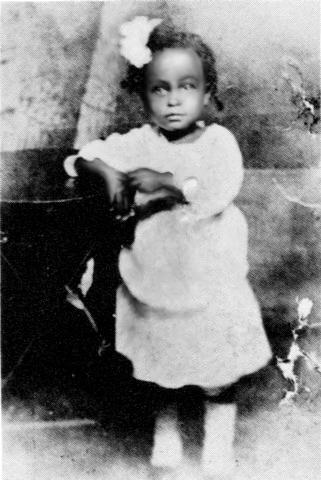
Eleanora Fagan (Billie Holiday), två år gammal.

Billie Holiday hade en svår barndom, med en tonårig mor, en frånvarande far, knappa omständigheter och en växlande hemort. Hon föddes i Philadelphia som Eleanora Fagan, alternativt Elinore Harris, som dotter till Sarah Julia "Sadie" Fagan. Det anses att Eleanoras far var Clarence Holiday, senare en framgångsrik jazzmusiker och bandkompanjon med folk som Fletcher Henderson. Han och Eleanora träffades mycket lite under hennes uppväxt, som kom att tillbringas i stadsdelen Falls Point i Baltimore, Maryland.
Vid fem års ålder fick hon namnet Eleanora Fagan Gough, efter att Sadie gift sig med en Philip Gough. Sadie och Philip skilde sig efter några år. Sadie flyttade i slutet av 1920-talet med sin dotter till New York, där tonårsflickan 1929 en tid kom att arbeta som prostituerad på en bordell i Harlem.

### Sångkarriär
Omkring 1930 började Billie Holiday sjunga på lokala nattklubbar i Harlem. Hon använde sig då av namnet "Billie", taget efter filmstjärnan Billie Dove.
Hon upptäcktes därpå av John Hammond, som introducerade henne för Benny Goodman. Hon kom senare att turnera med Count Basie (1937–38) och Artie Shaw (1938) men figurerade för det mesta som soloartist med eller utan egen trio. År 1935 syntes hon tillsammans med Duke Ellington i musikfilmen Symphony in Black. Den unga sångerskan fick tidigt smeknamnet "Lady Day". Hon sjöng oftast populärmelodier och spelade fram till 1942 in över 150 skivtitlar, producerade mindre studioband under ledning av pianisten Teddy Wilson eller av henne själv.
Billie Holiday saknade helt röstträning och levde på sin unika diktion och dramatiska intensitet, med framförande av tonsatta berättelser i bluesinspirerat mörker. Mellan 1933 och 1944 gjorde hon över 200 skivsidor, men inspelningarna från den tiden lär hon aldrig ha fått någon royalty från. Bland hennes kända låtar och inspelningar märks bland andra "Body and Soul", "Strange Fruit" och "God Bless the Child"; samspelet med Lester Young på "Mean to Me" (1937) och "The Man I Love" (1939) var andra höjdpunkter.

### Senare karriär, droger och sista tid

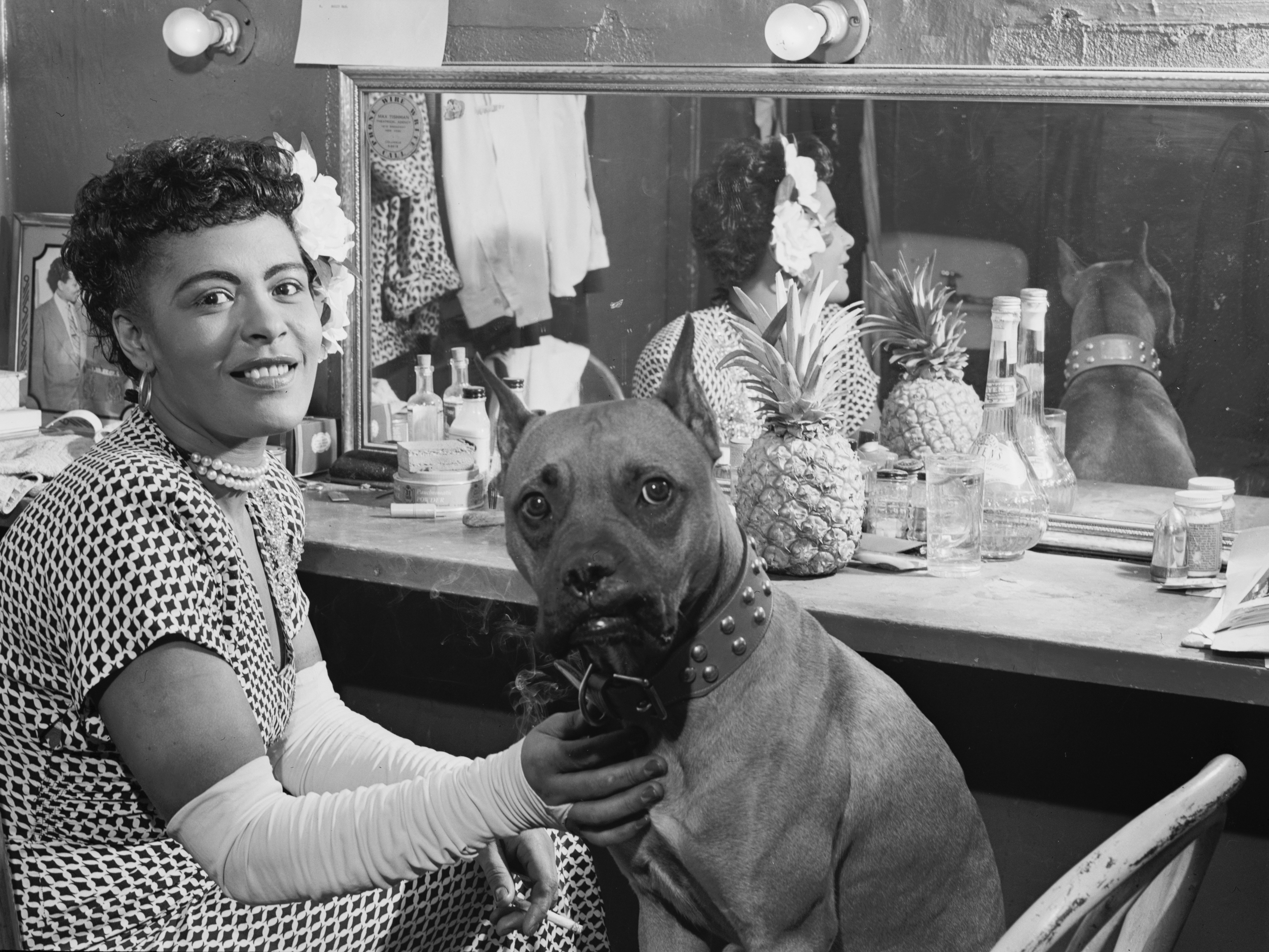
Billie Holiday med sin hund Mister, i artistlogen (fotografi av William P. Gottlieb, 1946).

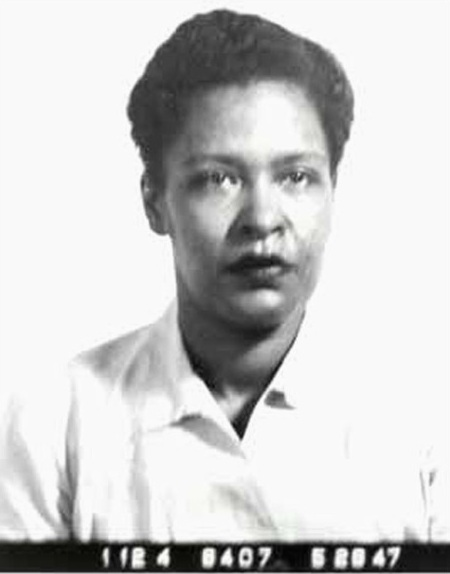
Polisfoto av Billie Holiday, maj 1947.

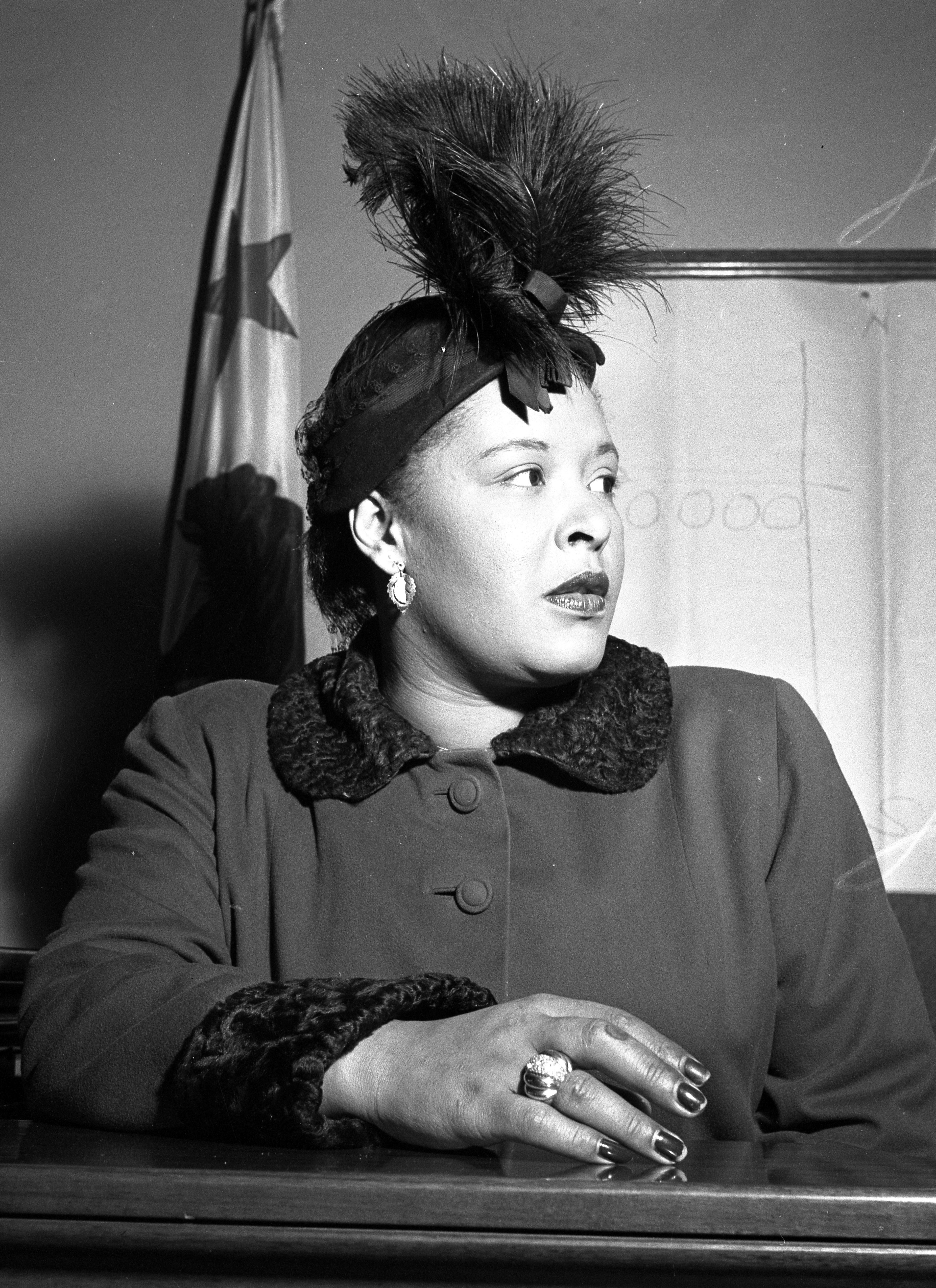
Billie Holiday 1949 under en rättegång gällande innehav av opium.

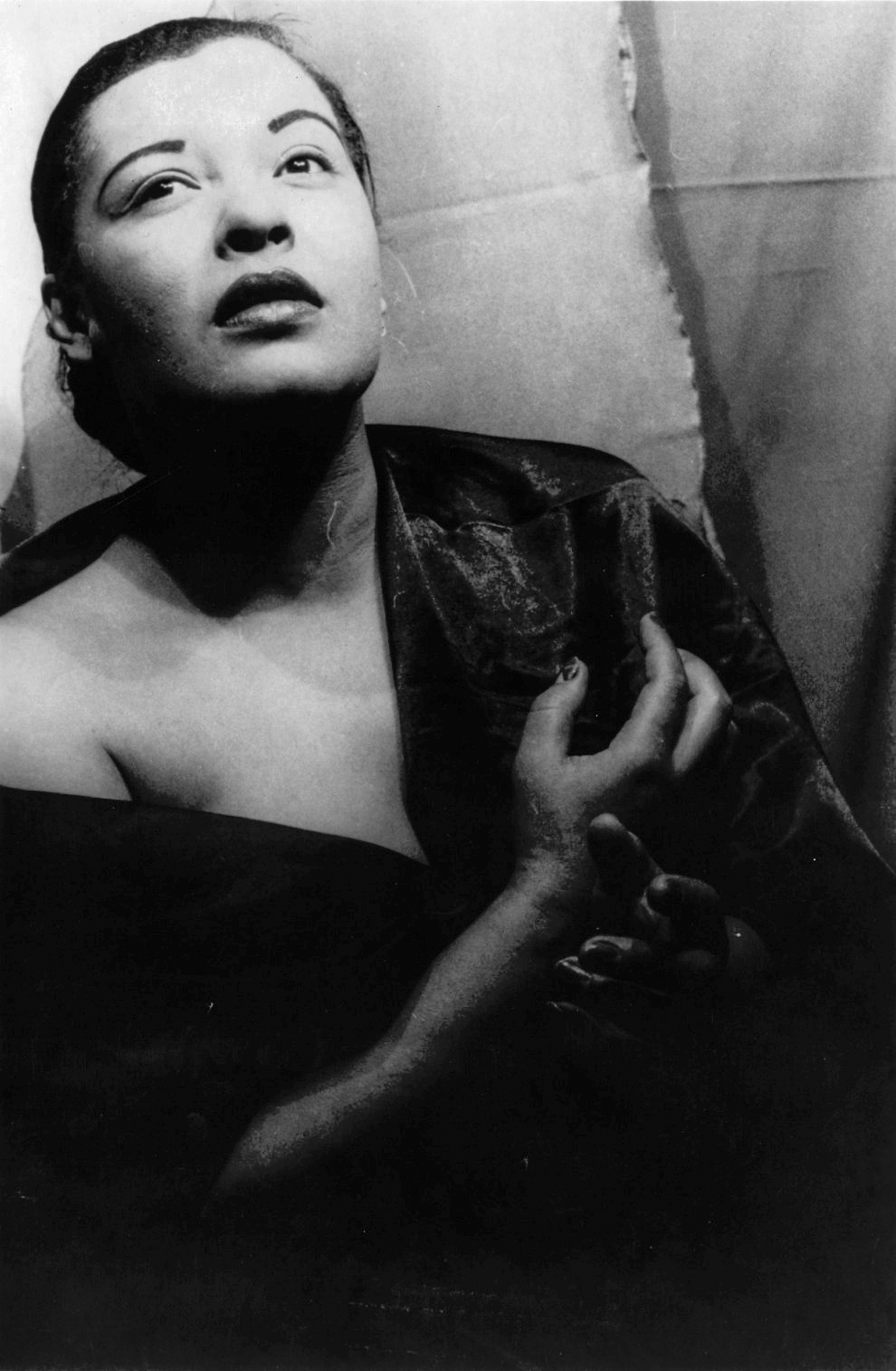
Billie Holiday 1949, fotograferad av Carl Van Vechten.

1941 gifte Billie Holiday sig med James Monroe. Holiday, som redan hade vissa problem med alkohol, tog efter sin makes vana att röka opium. Äktenskapet blev kortlivat, men Holidays drogvanor levde vidare.
Under mitten av 1940-talet umgicks Billie Holiday med trumpetaren Joe Guy. Tillsammans med honom började hon missbruka heroin. Efter att hennes mor avlidit 1945, tog hon till alkohol och andra droger för att döva sin sorg. År 1947 arresterades Billie Holiday för narkotikainnehav och dömdes till ett års anstaltsvistelse, varefter hon inte kunde få artistlicens för spel på nattklubbar och liknande ställen.
Hennes fortsatta popularitet ledde dock till fortsatta spelningar i konserthus, bland annat i Carnegie Hall. Under mitten och slutet av 1940-talet ackompanjerades hon ofta av storband, och 1954 gjorde hon en mycket framgångsrik konsertturné i Europa. År 1956 uppmärksammades Holiday för sin självbiografi – Lady Sings the Blues – skriven tillsammans med William Dufty. Under de här åren producerades uppmärsammade skivor som "Willow Weep for Me" och "Fine and Mellow" (den senare producerad för TV 1957), liksom albumet Lady in Satin (1958).
Redan 1947 en annan av hennes önskningar gått i uppfyllelse, när hon fick en roll i filmen New Orleans. Hon spelade hembiträde, en av få roller som ansågs lämpade för kvinnliga svarta skådespelare.
Billie Holidays sista scenframträdande skedde den 25 maj 1959. En kort tid därefter togs hon in på sjukhus på grund av hjärt- och leverbesvär. Hennes drogproblem var så omfattande att hon på sjukhuset blev arresterad för heroininnehav. Narkotikapolisen hävdade att man funnit heroin, men beviset kan ha varit planterat för att ge polisen orsak att gripa Holiday. Knappt två månader senare, den 17 juli 1959, avled hon på sjukhuset till följd av komplikationer relaterade till olika drogproblem.
Vid begravningsceremonin fyra dagar senare, i St. Paul the Apostle-kyrkan i Baltimore, närvarade 3 000 personer, inklusive många jazzmusiker.

## Eftermäle och utmärkelser
Billie Holiday ansågs ha en unik diktion och dramatisk intensitet och räknas som en av de största jazzsångerskorna. Hennes frasering och emotionella utstrålning bedömdes göra de populärmelodier hon sjöng till gripande upplevelser.
Självbiografin Lady Sings the Blues blev 1972 en film med samma titel med Diana Ross i rollen som Billie Holiday. Holiday invaldes år 2000 i Rock and Roll Hall of Fame, som en tidig influens till bland andra Nat King Cole. Även Frank Sinatras fraseringsteknik, Norah Jones egenart, Sheila Jordans våghalsighet, Karrin Allysons konverserande och Shirley Horns ballader har setts i ljuset av Holidays personliga stil.
Nedslagskratern Holiday på planeten Venus är uppkallad efter henne.

## Verk

### Diskografi

#### Originalalbum (LP)
- 1952 – Billie Holiday Sings
- 1953 – An Evening with Billie Holiday
- 1954 – Billie Holiday at Jazz at the Philharmonic (live, inspelad 1945/46)
- 1954 – Billie Holiday
- 1955 – Music for Torching
- 1956 – Velvet Mood
- 1956 – Lady Sings the Blues
- 1957 – Body and Soul
- 1957 – Songs for Distingué Lovers
- 1957 – Ella Fitzgerald & Billie Holiday at Newport (live)
- 1958 – Stay with Me
- 1958 – All or Nothing at All
- 1958 – Lady in Satin
- 1959 – Last Recording
- 1961 – The Essential Billie Holiday: Carnegie Hall Concert Recorded Live (live, inspelad 1957)

#### Singlar
| 1934 | "Riffin' the Scotch"                        | 6  |   |
| 1935 | "What a Little Moonlight Can Do"            | 12 |   |
| 1935 | "Twenty-Four Hours A Day"                   | 6  |   |
| 1935 | "If You Were Mine"                          | 12 |   |
| 1936 | "You Let Me Down"                           | 18 |   |
| 1936 | "These Foolish Things (Remind Me of You)"   | 5  |   |
| 1936 | "It's Like Reaching for the Moon"           | 17 |   |
| 1936 | "No Regrets"                                | 9  |   |
| 1936 | "Summertime"                                | 12 |   |
| 1936 | "A Fine Romance"                            | 9  |   |
| 1936 | "Let's Call a Heart a Heart"                | 18 |   |
| 1936 | "The Way You Look Tonight"                  | 3  |   |
| 1936 | "Who Loves You"                             | 4  |   |
| 1936 | "That's Life, I Guess"                      | 20 |   |
| 1936 | "I Can't Give You Anything But Love (Dear)" | 5  |   |
| 1937 | "Pennies from Heaven"                       | 3  |   |
| 1937 | "I've Got My Love to Keep Me Warm"          | 4  |   |
| 1937 | "Please Keep Me in Your Dreams"             | 13 |   |
| 1937 | "This Year's Kisses"                        | 8  |   |
| 1937 | "Carelessly"                                | 1  |   |
| 1937 | "How Could You"                             | 12 |   |
| 1937 | "Moanin' Low"                               | 11 |   |
| 1937 | "They Can't Take That Away From Me"         | 12 |   |
| 1937 | "Mean to Me"                                | 7  |   |
| 1937 | "Easy Living"                               | 15 |   |
| 1937 | "Yours & Mine "                             | 16 |   |
| 1937 | "Me, Myself & I"                            | 11 |   |
| 1937 | "A Sailboat In The Moonlight"               | 10 |   |
| 1937 | "Getting Some Fun Out of Life"              | 10 |   |
| 1937 | "Trav'lin' All Alone"                       | 18 |   |
| 1937 | "Nice Work If You Can Get It"               | 14 |   |
| 1938 | "My Man"                                    | 12 |   |
| 1938 | "You Go to My Head"                         | 20 |   |
| 1938 | "I'm Gonna Lock My Heart"                   | 2  |   |
| 1939 | "Strange Fruit"                             | 16 |   |
| 1941 | "God Bless the Child"                       | 25 |   |
| 1942 | "Trav'lin' Light"                           | 23 | 1 |
| 1945 | "Lover Man (Oh, Where Can You Be?) "        | 16 | 5 |